# Eerste afdaling

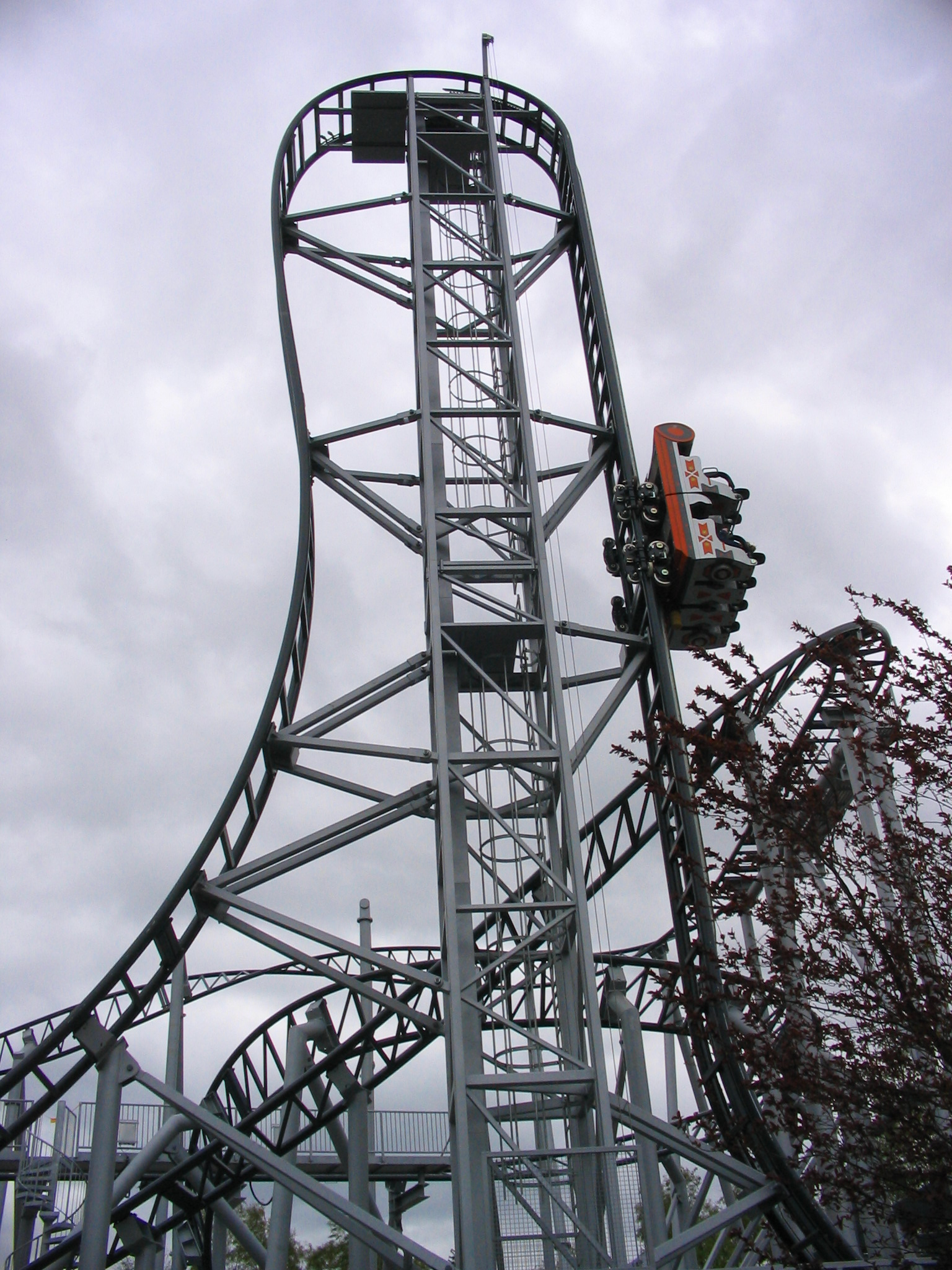
Een Gerstlauer Euro-Fighter-model heeft een first drop van meer dan 90 graden.

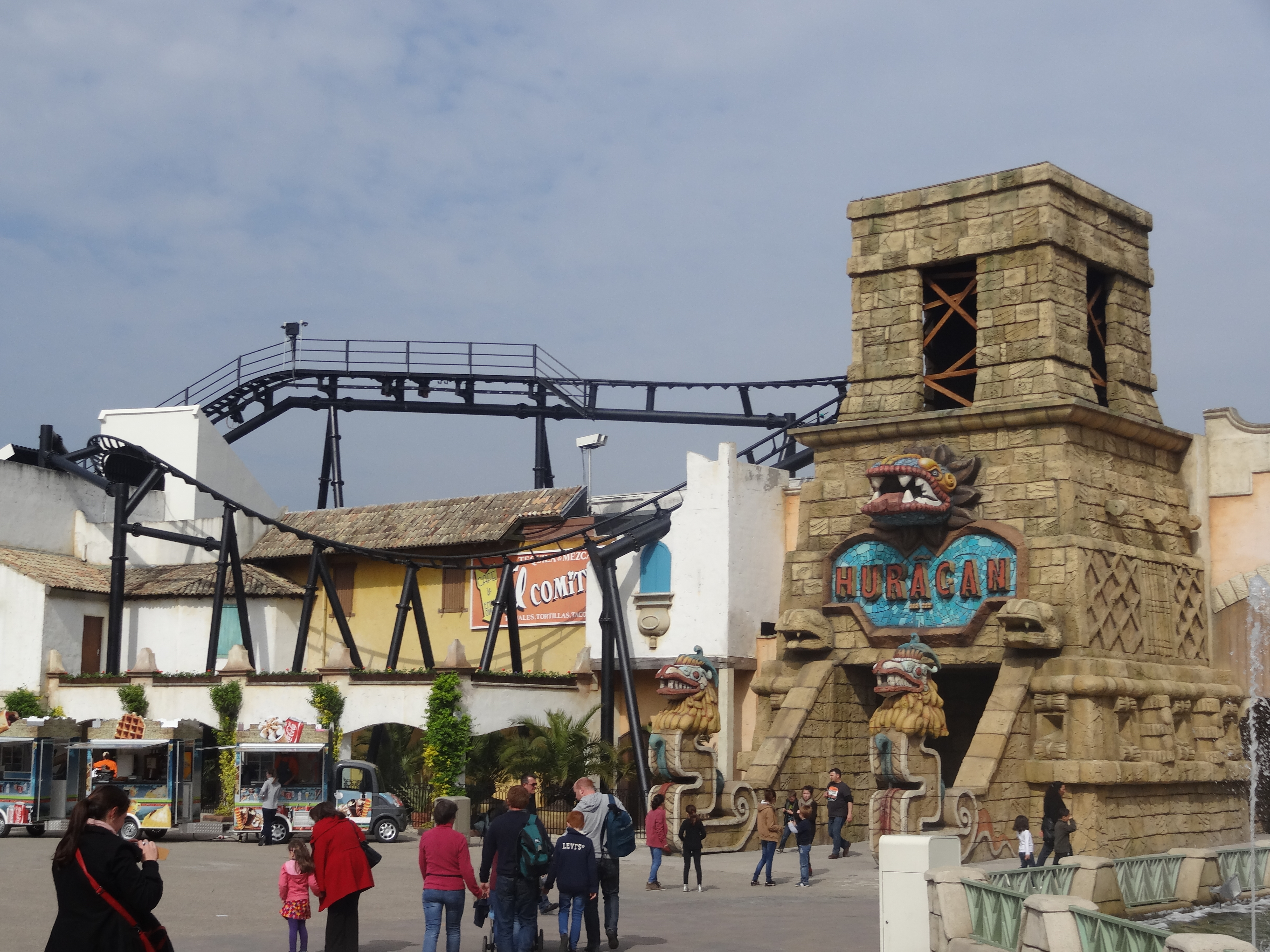
De first drop van Huracan is maar een kleine afdaling.

De first drop of eerste afdaling is een achtbaanterm, waarmee de eerste afdaling van een achtbaan wordt aangeduid.

## Beschrijving
Er wordt gesproken van een "first drop" bij alle achtbanen die een optakeling hebben en geen shuttle-achtbaan zijn of gemotoriseerd zijn. 
De first drop wordt gekenmerkt doordat het het deel van de baan is waarop de trein voor het eerst versneld wordt door de zwaartekracht en niet (meer) door een aandrijving. Vaak volgt de first drop dus op de optakeling, waarbij de trein tot een hoog punt wordt gebracht. 
Bij vele achtbanen, en dan vooral oudere banen, is het zo dat de first drop even hoog is als de optakeling. De hoogte van de first drop verschilt dan niet zo veel van de absolute hoogte van de achtbaan. Het is evenwel belangrijk een onderscheid te maken tussen deze termen, omdat de hoogte van een achtbaan vanaf de grond gemeten is, en het station zich soms enkele meters boven de grond bevindt (zeker bij hangende en omgekeerde achtbanen). Daarenboven rijdt de trein na de first drop vaak niet even laag als de hoogte waarop het station gelegen is. Dan is de first drop dus kleiner dan de absolute hoogte van de attractie.
Anderzijds kan de eerste afdaling van een achtbaan ook in een tunnel eindigen, waardoor de first drop groter is dan de optakeling (en dus ook de totale hoogte van de achtbaan). Dit komt bijvoorbeeld voor bij de Baron 1898 in de Efteling.
Bij lanceerachtbanen wordt niet van een first drop gesproken, omdat deze er meestal niet is, want de trein begint na de lancering onmiddellijk aan het baantraject zonder eerst een afdaling nodig te hebben om nog meer snelheid te ontwikkelen.
Bij shuttle-achtbanen met optakeling wordt meestal ook niet van een first drop gesproken, maar deze is er wel: het is namelijk de optakeling zelf. Bij shuttle-lanceerachtbanen is er daarentegen geen first drop, omdat de rit dan nooit met een afdaling begint.

## Records
- De steilste first drop is sinds 2019 te vinden op TMNT Shellraiser in het Amerikaanse indoorpretpark Nickelodeon Universe, een Euro-Fighter-achtbaan van Gerstlauer. Deze heeft een first drop van 121,5 graden. De lay-out van de baan is hetzelfde als die van Takabisha, maar deze heeft een eerste afdaling van 121,0°.[1]
- De hoogste first drop is die van Kingda Ka in Six Flags Great Adventure, deze is 139 meter hoog. Kingda Ka is een lanceerachtbaan.
- Kingda Ka heeft ook de langste first drop met een lengte van 127,4 meter.[2]

## Trivia
- De European Coaster Club heeft een achtbaanmagazine, genaamd "First Drop".